# Мусийки (Киевская область)
Муси́йки (укр. Мусійки) — село, входит в Иванковский район Киевской области Украины.
Население по переписи 2001 года составляло 536 человек. Почтовый индекс — 07211. Телефонный код — 4591. Занимает площадь 2,85 км². Код КОАТУУ — 3222082401.

## Местный совет
07211, Київська обл., Іванківський р-н, с. Мусійки